# Overbrook Entertainment
Overbrook Entertainment es una productora de cine y televisión estadounidense con sede en Beverly Hills, California, Estados Unidos. La compañía que comenzó con Will Smith entre el año 1997 y 1999.  Al Mismo tiempo de la Producción de la película Wild Wild West
El Nombre "OverBrook" se originó de una Escuela donde fue Will Smith en Oeste de Filadelfia
La Compañía produce Música, Películas y Programas de Tv.
Overbrook tiene crédito de las siguientes películas por:
Como casa Productora
1. Ali (2001)
2. Showtime (2002) (Sin Créditos)
3. All of Us (2003)
4. Guardando las apariencias (2004)
5. Yo, Robot (2004)
6. Hitch (2005/I)
7. En busca de la felicidad (2006)
8. ATL (2006)
9. Soy Leyenda (2007)
10. Walk Hard: The Dewey Cox Story (2007)
11. The Secret Life of Bees (2008)
12. Siete almas (2008)
13. Lakeview Terrace (2008)
14. Hancock (2008)
15. The Cipha (2008)
16. The Human Contract (2008)
17. MILF & Cookies (2008) (TV)
18. The Karate Kid (2010)
19. Bad Boys For Life (2020)

Para Soundtrack
1. Wild Wild West (1999)
2. Love & Basketball (2000)
3. Hombres de negro II (2002)

Como Distribuidor
1. The 7th Commandment (2005) (DVD)